# Arenzana de Abajo
Arenzana de Abajo tỉnh và cộng đồng tự trị La Rioja, phía bắc Tây Ban Nha. Đô thị này có diện tích là 8,39 ki-lô-mét vuông, dân số năm 2009 là 292 người với mật độ 34,8 người/km². Đô thị này có cự ly 26 km so với Logroño.